# Soullans
Soullans és un municipi francès situat al departament de Vendée i a la regió de País del Loira. L'any 2007 tenia 3.912 habitants.

## Demografia

### Població
El 2007 la població de fet de Soullans era de 3.912 persones. Hi havia 1.576 famílies de les quals 348 eren unipersonals (164 homes vivint sols i 184 dones vivint soles), 620 parelles sense fills, 516 parelles amb fills i 92 famílies monoparentals amb fills.
La població ha evolucionat segons el següent gràfic:
Habitants censats

### Habitatges
El 2007 hi havia 1.923 habitatges, 1.597 eren l'habitatge principal de la família, 212 eren segones residències i 114 estaven desocupats. 1.884 eren cases i 35 eren apartaments. Dels 1.597 habitatges principals, 1.198 estaven ocupats pels seus propietaris, 381 estaven llogats i ocupats pels llogaters i 18 estaven cedits a títol gratuït; 6 tenien una cambra, 58 en tenien dues, 255 en tenien tres, 484 en tenien quatre i 794 en tenien cinc o més. 1.366 habitatges disposaven pel capbaix d'una plaça de pàrquing. A 730 habitatges hi havia un automòbil i a 771 n'hi havia dos o més.

### Piràmide de població
La piràmide de població per edats i sexe el 2009 era:
| Homes | Edats   | Dones |
| ----- | ------- | ----- |
| 12    | 95 o +  | 16    |
| 12    | 90 a 94 | 12    |
| 28    | 85 a 89 | 48    |
| 20    | 80 a 84 | 64    |
| 64    | 75 a 79 | 88    |
| 68    | 70 a 74 | 68    |
| 124   | 65 a 69 | 116   |
| 108   | 60 a 64 | 84    |
| 68    | 55 a 59 | 88    |
| 100   | 50 a 54 | 100   |
| 120   | 45 a 49 | 100   |
| 144   | 40 a 44 | 124   |
| 148   | 35 a 39 | 112   |
| 124   | 30 a 34 | 144   |
| 112   | 25 a 29 | 108   |
| 84    | 20 a 24 | 52    |
| 64    | 15 a 19 | 104   |
| 116   | 10 a 14 | 88    |
| 120   | 5 a 9   | 108   |
| 116   | 0 a 4   | 92    |

## Economia
El 2007 la població en edat de treballar era de 2.370 persones, 1.784 eren actives i 586 eren inactives. De les 1.784 persones actives 1.622 estaven ocupades (881 homes i 741 dones) i 162 estaven aturades (61 homes i 101 dones). De les 586 persones inactives 281 estaven jubilades, 142 estaven estudiant i 163 estaven classificades com a «altres inactius».

### Ingressos
El 2009 a Soullans hi havia 1.741 unitats fiscals que integraven 4.136,5 persones, la mediana anual d'ingressos fiscals per persona era de 17.329 €.

### Activitats econòmiques
Dels 176 establiments que hi havia el 2007, 2 eren d'empreses extractives, 7 d'empreses alimentàries, 1 d'una empresa de fabricació de material elèctric, 10 d'empreses de fabricació d'altres productes industrials, 37 d'empreses de construcció, 36 d'empreses de comerç i reparació d'automòbils, 9 d'empreses de transport, 7 d'empreses d'hostatgeria i restauració, 5 d'empreses d'informació i comunicació, 5 d'empreses financeres, 8 d'empreses immobiliàries, 19 d'empreses de serveis, 19 d'entitats de l'administració pública i 11 d'empreses classificades com a «altres activitats de serveis».
Dels 52 establiments de servei als particulars que hi havia el 2009, 1 era una oficina de correu, 2 oficines bancàries, 6 tallers de reparació d'automòbils i de material agrícola, 1 autoescola, 8 paletes, 7 guixaires pintors, 4 fusteries, 7 lampisteries, 4 electricistes, 1 empresa de construcció, 5 perruqueries, 3 restaurants, 2 agències immobiliàries i 1 saló de bellesa.
Dels 13 establiments comercials que hi havia el 2009, 1 era un supermercat, 2 fleques, 4 carnisseries, 2 peixateries, 1 una botiga de roba, 2 botigues de mobles i 1 una floristeria.
L'any 2000 a Soullans hi havia 85 explotacions agrícoles que ocupaven un total de 2.322 hectàrees.

## Equipaments sanitaris i escolars
El 2009 hi havia 1 farmàcia i 1 ambulància.
El 2009 hi havia 1 escola maternal i 2 escoles elementals.

## Poblacions més properes
El següent diagrama mostra les poblacions més properes.